# Borsele (občina)
Borsele (nizozemsko: [ˈbɔrsələ] (); Zelandsko narečno) je občina v jugozahodni Nizozemski na Zuid-Bevelandu .
Ime občine se piše z eno črko s; ime istoimenske vasi je Borssele, piše se z dvojnim s.
Občina je znana predvsem po jedrski elektrarni Borssele in centralnem skladišču radioaktivnih odpadkov .

## Poselitveni centri
- Borssele
- Driewegen
- Ellewoutsdijk
- 's-Gravenpolder
- 's-Heer Abtskerke
- 's-Heerenhoek
- Heinkenszand
- Hoedekenskerke
- Kwadendamme
- Lewedorp
- Nieuwdorp
- Nisse
- Oudelande
- Ovezande.

## Galerija
- Jedrska elektrarna Borssele
- Borssele - De Hoop in Verwachting
- 't Hof te Baarland te Baarland
- Wiel, ki prikazuje bazen, ki je nastal zaradi preboja nasipa in posledične ponovne namestitve.